# Yukarıılıca, Odunpazarı
Yukarıılıca là một xã thuộc huyện Odunpazarı, tỉnh Eskişehir, Thổ Nhĩ Kỳ. Dân số thời điểm năm 2011 là 33 người.